# 环河街街道
环河街街道，是中华人民共和国内蒙古自治区呼和浩特市回民区下辖的一个乡镇级行政单位。

## 行政区划
环河街街道下辖以下地区：
西龙王庙社区、金龙社区、太平街社区、县府街社区、工人南社区、西茶坊社区、巴彦淖尔南路社区和阿吉拉沁社区。